# 约婉卡·布罗兹
约婉卡·布罗兹（1924年12月7日—2013年10月20日）是南斯拉夫总统约瑟普·布罗兹·铁托的第四任妻子。

## 生平
1924年，出生。1947年，在总统府工作。1952年，与铁托结婚。1980年，守寡，被软禁。2003年，获释。2013年，去世，與铁托合葬于花宫。